# Golf Channel
Golf Channel (conocido hasta julio de 2008 como The Golf Channel) es un canal de televisión por suscripción estadounidense el cual se centra en el deporte, en especial el golf. Fue fundada en Birmingham, Alabama, pero su sede actual se encuentra en Orlando, Florida. El canal se encuentra disponible en más de 100 millones de hogares.

## Historia
El canal fue lanzado el 17 de enero de 1995. La idea de un canal de golf emitiendo las 24 horas al día vino del empresario mediático Joseph E. Gibbs, proveniente de Birmingham, quien tuvo la idea para el canal en 1991. Gibbs sentía que había suficiente interés por el golf en Estados Unidos para respaldar la idea. Con el apoyo del legendario jugador de golf Arnold Palmer consiguió 80 millones de dólares en financiación para lanzar la red, que fue una de las redes de cable desarrollada para cubrir este deporte. El primer torneo en vivo del canal de televisión fue el Dubai Desert Classic, que se celebró del 19 al 22 de enero de 1995.
Las bolsas de premios de los torneos del PGA Tour crecieron de 1-3 millones de dólares en 1994 a 5-8 millones en 2005, lo que fue favorecido por la amplia cobertura televisiva en el Golf Channel.
En 2007, Golf Channel se embarcó en su acuerdo de 15 años como la televisión por cable en exclusiva para el PGA Tour. La cadena cubrirá las primeras rondas de toda la temporada de la Copa FedEx, incluyendo la Serie Mundial de Golf, el Tour Championship y el The Players Championship.

## Golf Channel HD
Golf Channel posee una señal en alta definición que transmite a 1080i. Fue lanzado en enero de 2007 en Estados Unidos inicialmente bajo el nombre VS HD / Golf y transmitía programación tanto de Golf Channel como de su canal hermano, Versus. El 8 de diciembre de 2008, esta señal se divide en dos, resultando en Versus HD y Golf Channel HD.

## Golf Channel UK
Hubo una versión británica del canal llamado Golf Channel UK por un tiempo. Fue operado por socios de JJB Sports Sports, y estaba disponible a través de la televisión por satélite Sky. Transmitía muchos de los programas del canal de EE. UU., pero fue incapaz de atraer a una cantidad de público aceptable, ya que ofrecía poco golf en vivo, por lo que cesó sus transmisiones el 31 de diciembre de 2007.

## Golf Channel (Latinoamérica)
El 1 de septiembre de 2006 se lanzó la señal de Golf Channel para toda América Latina con excepción de Brasil, como fruto de una alianza entre DirecTV y el empresario Carlos Ávila. Inicialmente estaba disponible en el canal 616. En abril de 2018, el canal se incorporó al cableoperador chileno VTR, para reemplazar al desaparecido Canal F1. En diciembre de 2019, Discovery compró el canal.

## Logotipos

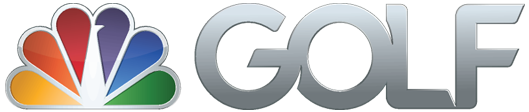
Desde 2014